# Sociedade Independente de Compositores e Autores Musicais
Sociedade Independente de Compositores e Autores Musicais ou SICAM é uma instituição brasileira que defesa dos direitos autorais do Brasil.
Durante a década de 1980, era uma das arrecadadoras mais poderosas dentro do ECAD; juntamente com a SADEMBRA e a UBC, possuía até 56 votos.
Em 2018, a associação foi habilitada pelo Ministério da Cultura a arrecadar os direitos autorais, realizando cobranças diretamente.